# Kwadungan Jurang
Kwadungan Jurang is een bestuurslaag in het regentschap Temanggung van de provincie Midden-Java, Indonesië. Kwadungan Jurang telt 1014 inwoners (volkstelling 2010).